# Yu Xuanji
Yu Xuanji (Chinês tradicional: 魚玄機; Chinês simplificado: 鱼玄机; Hanyu Pinyin: Yú Xuánjī; Wade-Giles: Yu Hsuan-chi, 844 — 869), nomes de cortesia Youwei (幼微) e Huilan (蕙兰), foi uma poetisa chinesa nascida em Chang'an durante a Dinastia Tang. É considerada a primeira poetisa chinesa em romper a voz passiva convencional das mulheres em poesia e lírica. Também foi a primeira poetisa feminista chinesa.
Yu casou-se como concubina com Li Yi (李亿) aos 16 anos, e após separar-se, três anos mais tarde, converteu-se numa cortesã e monja taoísta. Foi companheira de Wen Tingyun, a quem dirigiu alguns poemas. Morreu aos 26 anos.
Durante sua vida, seus poemas foram publicados como uma coleção chamada Fragmentos de uma Terra de Sonhos Nortenha (一個北理想國的片段, em chinês tradicional; 一个北理想国的片段, em chinês simplificado ), a qual se perdeu. Os quarenta e nove poemas que sobreviveram foram recompilados na Dinastia Song, nomeadamente pelo seu valor como raridade, numa antologia que também inclui poemas de fantasmas e estrangeiros. 

### Poetas da dinastia Tang
- Bai Juyi
- Li Po
- Wang Wei
- Tu Fu
- Liu Zongyuan
- Xue Tao
- Yu Xuanji
- Meng Jiao
- He Zhizhang